# Індокитай

Індокитай у 1961 р.

Індокита́й — півострів на південному сході Азії загальною площею близько 2 млн км², омивається із заходу Бенгальською затокою й Андаманським морем Індійського океану, Малаккською протокою, яка належить до Тихого океану, на півдні та сході — Південнокитайським морем і його затоками Сіамською і Бакбо (Тонкінською). Північна межа півострова умовно проходить від дельти річок Ганг і Брахмапутра до дельти річки Хонгха. Південний край Індокитаю південніше перешийку Кра утворює витягнутий півострів Малакка.

## Географія
Береги східної частини Індокитаю не такі розрізані на відміну від західних, де багато заток і прибережних островів. Ландшафти півострова переважно гористі, напрямок хребтів, як правило, меридіональний і субмеридіональний. У західній частині півострова Індокитай знаходяться Араканські гори, найвищою вершиною яких є гора Вікторія (3053 м). У центральній частині півострова знаходиться Шанське нагір'я, у якому починається хребет Танентаунджі, який закінчується на півострові Малакка. У східній частині Індокитаю розташовані гори Чионгшон (Аннамські). Гори півострова Індокитай розділені широкими низинами, серед яких Іравадійська, Менамська, Камбоджийська, а також плато Корат.

## Клімат
Клімат субекваторіальний мусонний, на півострові Малакка екваторіальний. У рівнинній частині півострова середня температура не знижується нижче 20 °C, весною і влітку піднімається до 28—30 °C. У горах температура знижується до 15 °C і нижче.
На західних підвітряних схилах гір випадає 2,5—5 тис. мм опадів на рік, найбільш дощова пора року — літо. У внутрішніх районах півострова місцями за рік випадає менше ніж 1 тис. мм опадів. На східному узбережжі Індокитаю найбільш дощовою порою року є зима, тут за рік випадає до 2 тис. мм опадів. Найбільше озеро півострова — Тонлесап. Найбільші річки Індокитаю — Меконг, Іраваді, Салуїн, Менам-Чао-Прая, вони інтенсивно використовуються для зрошення.
Природна рослинність півострова Індокитай представлена переважно вологими тропічними лісами багатого флористичного складу, які покривають навітряні схили гір. Уздовж заболочених берегів переважають мангрові ліси. Рівнини півострова оброблюються, головна сільськогосподарська культура — рис. На півострові Малакка вирощують каучуконоси.
Багаті родовища олова і вольфраму зосереджені головним чином на півострові Малакка.
Повністю або частково на півострові Індокитай розміщені такі держави, як Бангладеш, В'єтнам, Камбоджа, Лаос, Малайзія, М'янма (Бірма), Таїланд.